# Bratucice
Bratucice (prononciation : [bratuˈt͡ɕit͡sɛ]) est une localité polonaise de la gmina de Rzezawa, située dans le powiat de Bochnia en voïvodie de Petite-Pologne.